# Линдов (Марк)
Линдов (њем. Lindow) град је у њемачкој савезној држави Бранденбург. Једно је од 23 општинска средишта округа Остпригниц-Рупин. Према процјени из 2010. у граду је живјело 3.159 становника. Посједује регионалну шифру (AGS) 12068280.

## Географски и демографски подаци
Линдов се налази у савезној држави Бранденбург у округу Остпригниц-Рупин. Град се налази на надморској висини од 41 метра. Површина општине износи 65,2 km². У самом граду је, према процјени из 2010. године, живјело 3.159 становника. Просјечна густина становништва износи 48 становника/km².

## Међународна сарадња
| Мјесто | Држава    | Врста сарадње | Од    |
| ------ | --------- | ------------- | ----- |
| Арфлер | Француска | партнерство   | 1992. |
| Извор  |           |               |       |